# Adenanthera
Adenanthera är ett släkte av ärtväxter. Adenanthera ingår i familjen ärtväxter.
Kladogram enligt Catalogue of Life:
| Adenanthera | \| \| Adenanthera abrosperma \| \| \| \| \| \| Adenanthera aglaosperma \| \| \| \| \| \| Adenanthera borneensis \| \| \| \| \| \| Adenanthera forbesii \| \| \| \| \| \| Adenanthera intermedia \| \| \| \| \| \| Adenanthera kostermansii \| \| \| \| \| \| Adenanthera malayana \| \| \| \| \| \| Adenanthera mantaroa \| \| \| \| \| \| Adenanthera marina \| \| \| \| \| \| Adenanthera microsperma \| \| \| \| \| \| Adenanthera novo-guineensis \| \| \| \| \| \| Adenanthera pavonina \| \| \| \| |
|             | \| \| Adenanthera abrosperma \| \| \| \| \| \| Adenanthera aglaosperma \| \| \| \| \| \| Adenanthera borneensis \| \| \| \| \| \| Adenanthera forbesii \| \| \| \| \| \| Adenanthera intermedia \| \| \| \| \| \| Adenanthera kostermansii \| \| \| \| \| \| Adenanthera malayana \| \| \| \| \| \| Adenanthera mantaroa \| \| \| \| \| \| Adenanthera marina \| \| \| \| \| \| Adenanthera microsperma \| \| \| \| \| \| Adenanthera novo-guineensis \| \| \| \| \| \| Adenanthera pavonina \| \| \| \| |
|             | Adenanthera abrosperma |
|             | |
|             | Adenanthera aglaosperma |
|             | |
|             | Adenanthera borneensis |
|             | |
|             | Adenanthera forbesii |
|             | |
|             | Adenanthera intermedia |
|             | |
|             | Adenanthera kostermansii |
|             | |
|             | Adenanthera malayana |
|             | |
|             | Adenanthera mantaroa |
|             | |
|             | Adenanthera marina |
|             | |
|             | Adenanthera microsperma |
|             | |
|             | Adenanthera novo-guineensis |
|             | |
|             | Adenanthera pavonina |
|             | |

## Bildgalleri

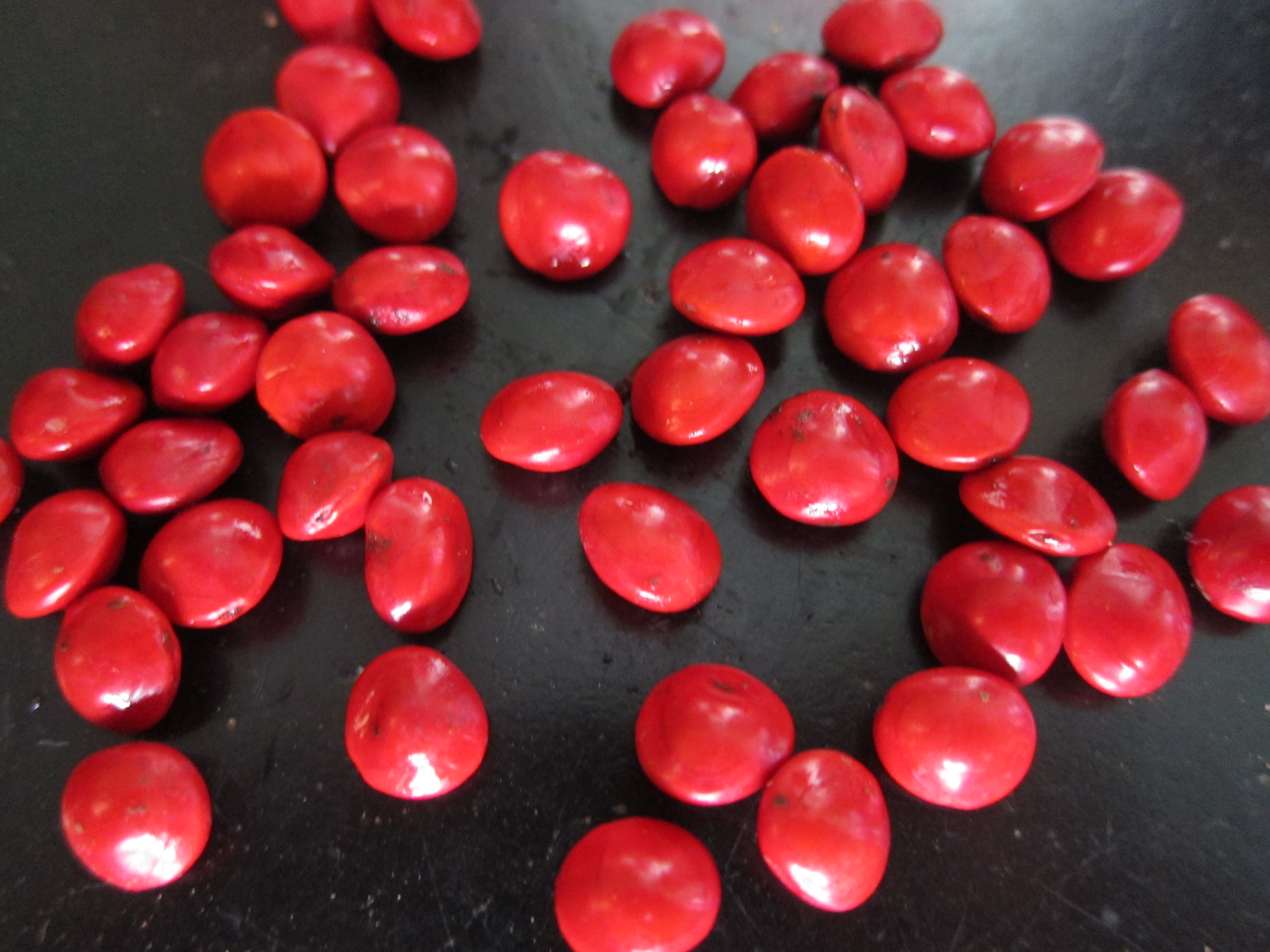
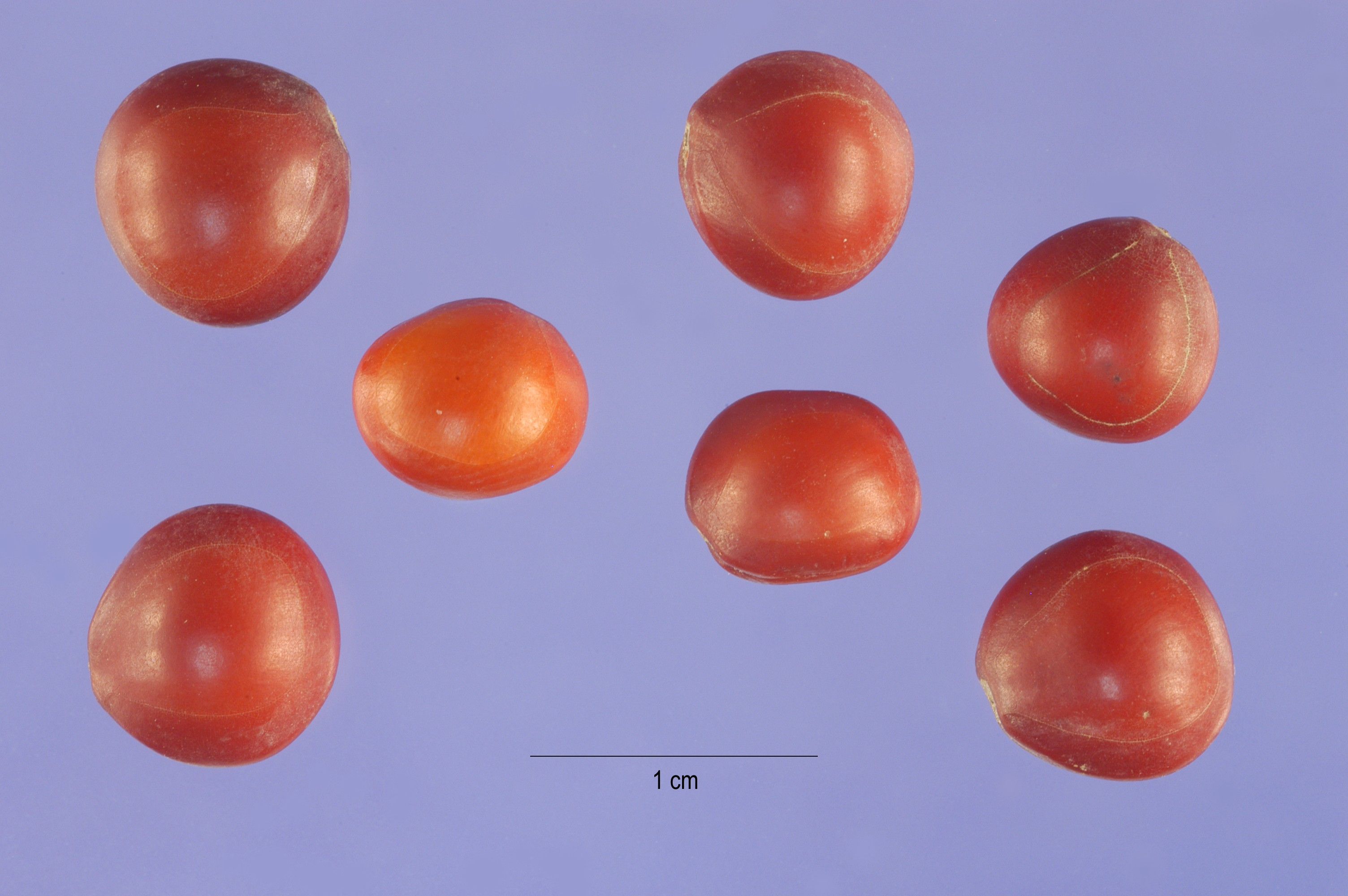
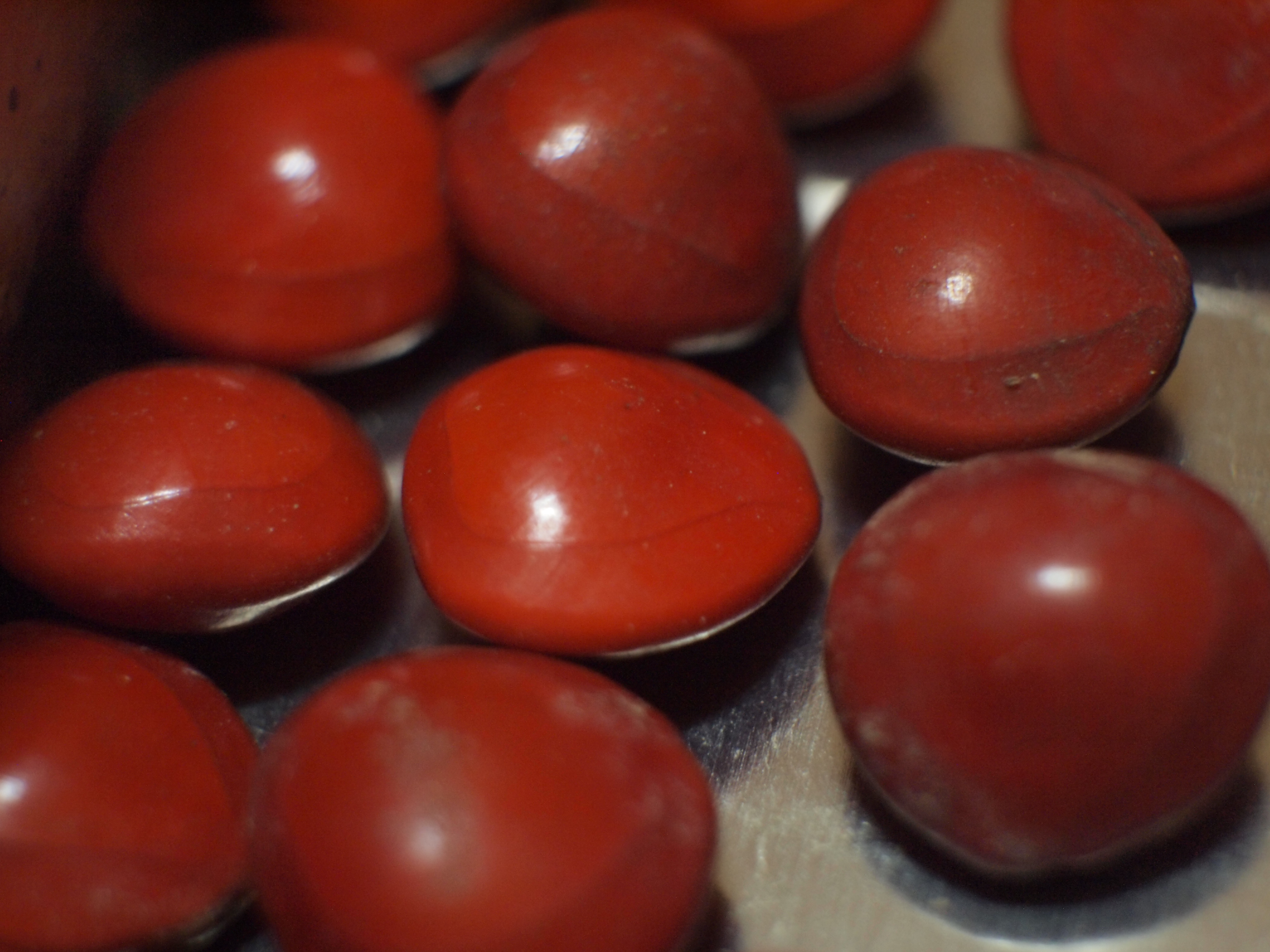
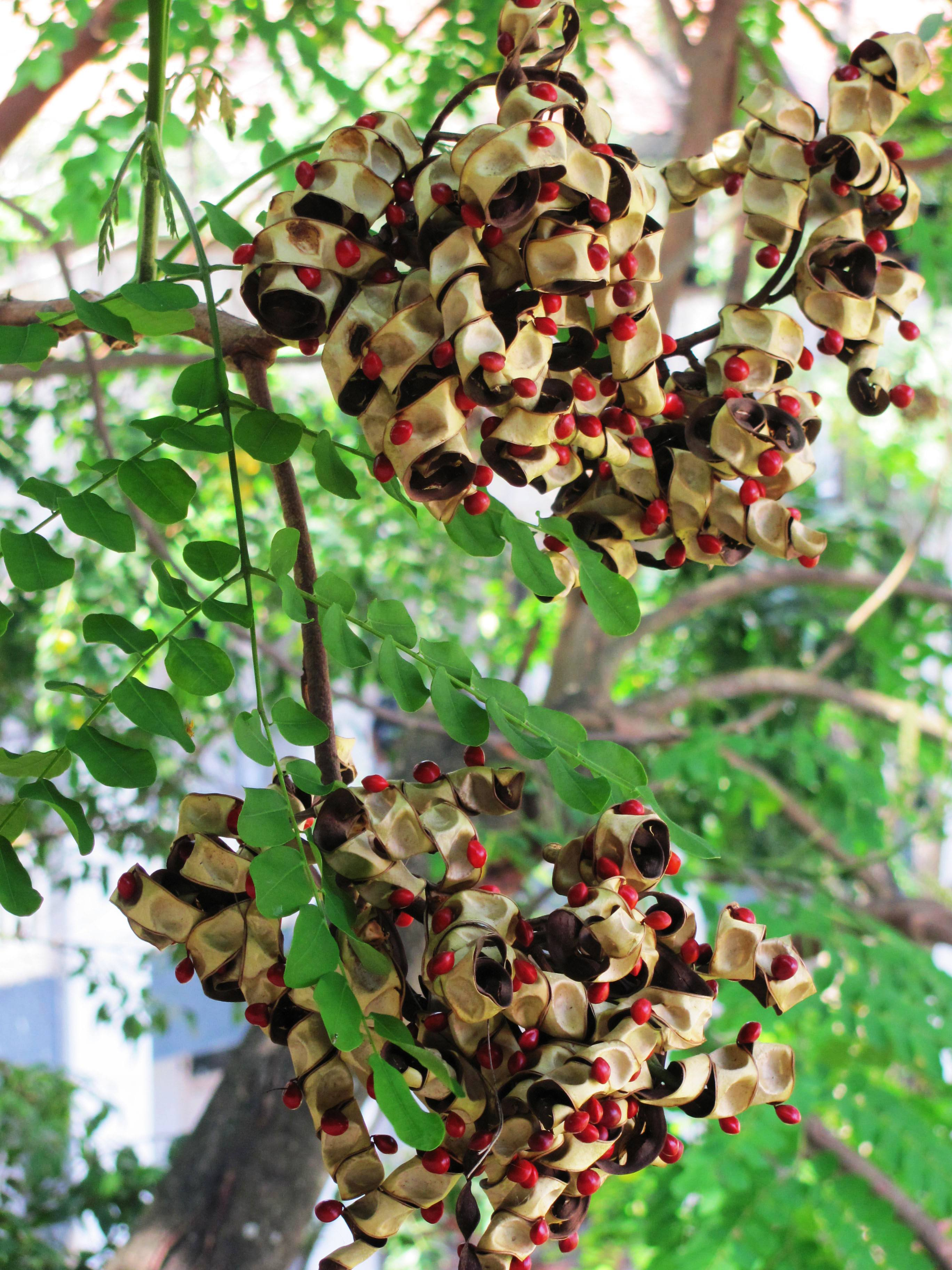
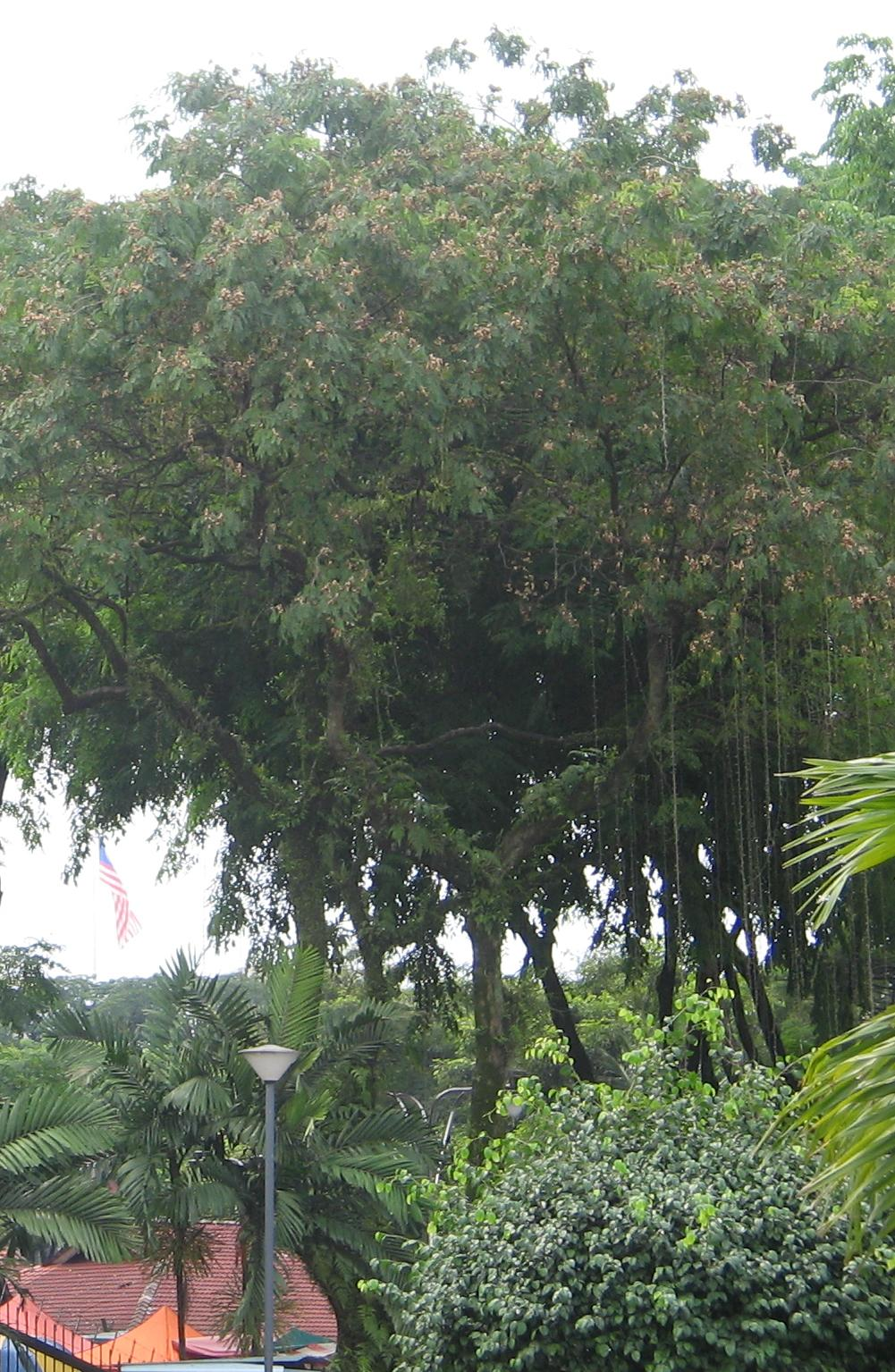
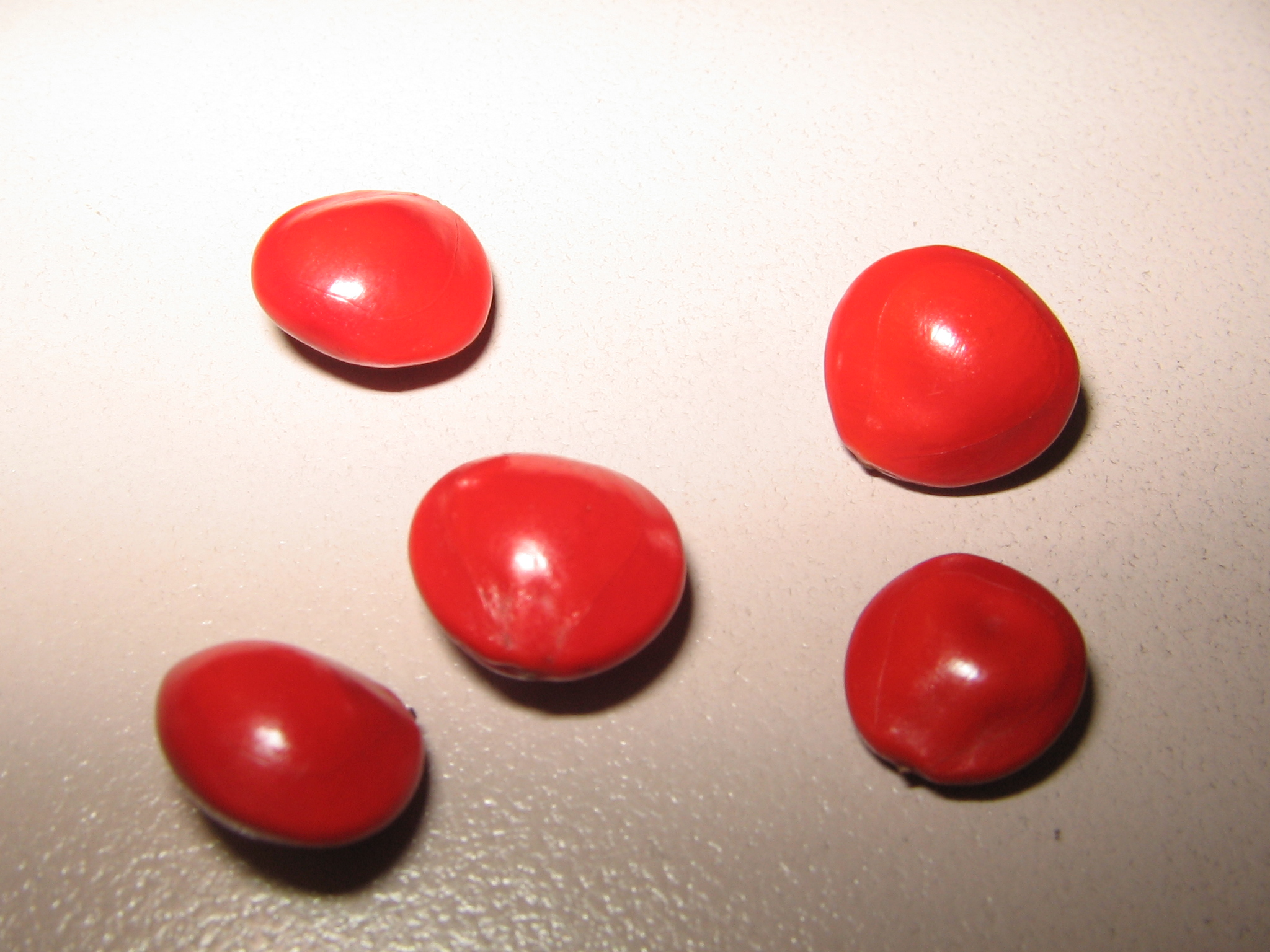